# José Parés y Franqués
Joseph Parés y Franqués (Mataró, 1720-Almadén, 1798) fue un médico español, conocido por su trabajo en las minas de Almadén.

## Biografía
Bautizado el 29 de agosto de 1720 en la localidad catalana de Mataró, estudió en la Universidad Sertoriana de Huesca. Es conocido por su trabajo como médico en las minas de Almadén. Fue autor de obras como Apología de las Reales Minas de Almadén del Azogue y de sus mineros, sobre imputárseles a éstos impericia en el arte de beneficiar el mercurio, y a aquéllas escasez de este mineral, y persuadirlas nada perjudiciales a la salud de sus operarios (1777), Catástrofe morboso de las Minas Mercuriales de la Villa de Almadén del Azogue (1778) y Descripción histórico-físico-médico-mineralógico-mercurial de las Reales Minas de azogue de la villa de Almadén (1785). Falleció el 4 de octubre de 1798 en Almadén.